# Balintore (Highland)
Balintore, schottisch-gälisch: Baile an Todhair, deutsch Die Bleichstadt, ist ein Dorf in der Nähe von Tain in der schottischen Council Area Highland. Es liegt in der historischen Region Easter Ross und gehört zu einer Gruppe von drei Küstendörfern entlang des Moray Firth, die gemeinsam als die Seaboard Villages bekannt sind. Die beiden anderen Dörfer sind Hilton und Shandwick.

## Geografie
Balintore liegt an der Ostküste Schottlands im nördlichen Teil des Moray Firth. Die drei Seaboard Villages – Hilton, Balintore und Shandwick – bilden eine durchgehende Siedlung entlang der Küste.

## Geschichte
Ein früherer Name von Balintore war Port an Ab (deutsch Abtshafen), benannt nach der nahegelegenen Fearn Abbey, die als Grundbesitzerin der Region fungierte. Die Wirtschaft des Ortes war ursprünglich stark von der Fischerei geprägt.
Im Jahr 1819 wurde eine Straße vom benachbarten Hill of Fearn nach Balintore gebaut. Dies erleichterte den Fischtransport und führte zu einem wirtschaftlichen Aufschwung. Zwischen 1890 und 1896 wurde der Hafen von Balintore erbaut, was den Fischfang weiter förderte.
In den ersten Jahren des 20. Jahrhunderts wurden die drei Dörfer durch eine Straße miteinander verbunden. In Balintore entstanden daraufhin ein Postamt sowie verschiedene Geschäfte.